# Ausonia Cavus
L'Ausonia Cavus è una formazione geologica della superficie di Marte.